# Земцов Микола Федорович
Микола Федорович Земцов (нар. 15 січня 1916, Царицин — пом. 14 березня 1999, Тула) — російський і український актор театру. Заслужений артист УРСР з 1974 року.

## Біографія
Народився 2 [15] січня 1916 року в місті Царицині (нині Волгоград, Росія). 1933 року закінчив театральну студію при Сталінградському театрі юного глядача.
З 1938 року — актор Сталінградського драматичного театру; з 1955 року — актор Кузнецького драматичного театру; з 1960 року — актор Уральського театру імені Олександра Островського; з 1963 року — актор Томського драматичного театру; у 1968—1971 роках — актор Тульського академічного театру драми; у 1971—1976 роках — актор Донецького обласного російського драматичного театру у Жданові; у 1983—1999 роках — знову у Тульському академічному театрі драми. Помер у Тулі 14 березня 1999 року.

## Ролі
у Донецькому обласному драмтеатрі
- Макар Діброва («Макар Діброва» Олександра Корнійчука);
- Шалий («Піднята цілина» за Михайлом Шолоховим);
- Балясников («Казки старого Арбату» Олексія Арбузова);
- Крутицький («Не було ні гроша, та раптом алтин» за п'єсою «На всякого мудреця досить простоти» Олександра Островського);
- Герострат («Забути Герострата» Григорія Горіна);
- Рогожин («Ідіот» за Федором Достоєвським);
- Сарафанов («Побачення у передмісті» Олександра Вампіловаа);
- Тимофій («Характери» за Василем Шукшиним).

у Тульському драмтеатрі
- Дюпон-Дюфор — батько («Бал злодіїв» Жана Ануя, 1968);
- Яків Бардін («Вороги» Максима Горького, 1970);
- Володимир Ленін («Ленін» композиція Віссаріона Шебаліна, 1970);
- Тесть («Рідненькі мої …» Андрія Смирнова, 1983);
- Старшина Кузовков («Солов'яча ніч» Валентина Єжова, 1984);
- Сесіл («Хай живе королева!» Роберта Болта, 1984);
- Якимов («Совість» Дори Павлової, Володимира Токарєва, 1986);
- Жан-Жак Руже («Життя холостяка» Оноре де Бальзака, 1986);
- Гричмар («Гра» Юрія Бондарєва, 1986);
- Богоявленський («Біля моря (Кабанчик)» Віктора Розова, 1987);
- Професор Серебряков («Дядя Ваня» Антона Чехова, 1987);
- Маркіз де Шаррон («Кабала святош» Михайла Булгакова, 1989);
- Сандирєв («Щасливий день») Олександра Островського, Миколи Соловйова, 1990);
- Монтеккі («Ромео і Джульєтта» Вільяма Шекспіра, 1990);
- Головний садівник («Гарольд і Мод» Коліна Гіггінса, Жана Клода Карр'єра, 1991);
- Професор («Дикун» Алехандро Касони, 1991);
- Капітонич  («Анна Кареніна» Лева Толстого, 1991);
- Доктор Харпер («Миш'як… і криваві мережива» Джозефа Кесселрінга, 1992);
- Карп («Ліс» Олександра Островського, 1992)м
- Доктор Гаррісон («Свідок звинувачення» Агати Крісті, 1993);
- Камергерний генерал («Тульський секрет — 2») Володимира Константинова, Бориса Рацера, 1994);
- Кондоса («А дощ собі ллє та ллє …» Олени Поддубної, 1994);
- Барклей Купер («Поступися місцем завтрашньому дню» Віньї Дельмар, 1994);
- Вадим Петрович («Море кохання» Володимира Константинова, Бориса Рацера, 1995);
- Павич Савельіч («Вовки і вівці»  Олександра Островського, 1995);
- Томас Болейн («Королівські ігри» Григорія Горіна, 1996);
- Генерал-губернатор («Два гусари» Лева Толстого, 1997).